# هنري فانشاو توزر

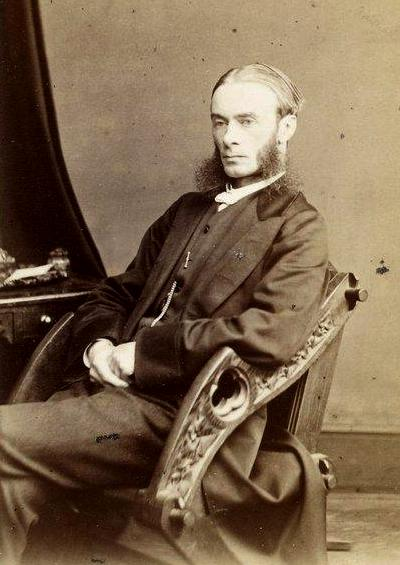
هنري فانشو توزر عام 1883

القس. هنري فانشاو توزر، FBA – ولد في 18 مايو 1829 كان كاتب باللغة الإنجليزية، معلم، رحالٍ سافر، عرف بعلمه في الجغرافيا عام 1897 وكان يحظى بتقدير كبير.
توفي في 2 يونيو 1916..

## سيرة حياته
ولد توزر في بليموث، ديفون، وهو الابن الأكبر للنقيب آرون توزر ‏ في البحرية الملكية. بعد تخرجه من كلية إكستر ، أكسفورد، كان يعمل مدرساً هناك من عام 1855 حتى عام 1893، وكان أيضا أمينًا لمعهد تايلور ‏ في (أكسفورد) من عام 1869 حتى عام 1893. رزق ببنت وكان صهره إرنست ماسون ساتو ‏. كان لـ Fanshawe (فنشاوي) اهتمام خاص «في تقاطع الجغرافيا والكلاسيكيات».  سافر كثيرًا إلى اليونان و تركيا الأوروبية والآسيوية.
توفي عام 1916 في أوكسفوردشاير. أقيمت جنازته في Exeter College Chapel. تم دفنه في مقبرة هوليويل ‏.

## أعماله
- أبحاث في مرتفعات تركيا (مجلدان، 1869)
- محاضرات عن جغرافيا اليونان (1873)
- كتاب تمهيدي للجغرافيا الكلاسيكية (1877)
- أرمينيا التركية وشرق آسيا الصغرى (1881)
- الكنيسة والإمبراطورية الشرقية (1888)
- جزر Ægean (1890)
- مختارات من Strabo (1893) [7]
- تاريخ الجغرافيا القديمة (1897)
- تعليق إنجليزي على Divina Commedia لدانتي (1901)
- ترجمة Divina Commedia (1904)

## روابط خارجية
- صورة لهنري فانشاو توزر في معرض اللوحات القومي
- أعمال أو نبذة عن هنري فانشاو توزر على أرشيف الإنترنت
- Works written by or about هنري فانشاو توزر at ويكي مصدر
- قالب:NIE

قالب:FBA 1902